# Bernardo Fey Schneider
Bernardo Leonardo Fey Schneider CSsR (* 25. Februar 1910 in Kleinrosseln, Kreis Forbach, Bezirk Lothringen, Reichsland Elsaß-Lothringen, Deutsches Kaiserreich; † 20. Oktober 1989) war ein deutscher Ordensgeistlicher und römisch-katholischer Bischof von Potosí in Bolivien.

## Leben
Bernardo Fey Schneider trat der Ordensgemeinschaft der Redemptoristen bei, legte am 8. September 1929 die Profess ab und empfing am 4. August 1935 die Priesterweihe.
Papst Pius XII. ernannte ihn am 9. Juli 1952 zum Weihbischof in Potosí und Titularbischof von Philadelphia Minor. Der Apostolische Nuntius in Bolivien, Erzbischof Sergio Pignedoli, spendete ihm am 7. September desselben Jahres die Bischofsweihe; Mitkonsekratoren waren der Erzbischof von Sucre, Josef Clemens Maurer CSsR, und der Bischof von Potosí, Cleto Loayza Gumiel.
Am 28. Juli 1956 wurde er zum Koadjutorbischof von Potosí ernannt. Er nahm an allen vier Sitzungsperioden des Zweiten Vatikanischen Konzils als Konzilsvater teil.
Mit dem Tod Cleto Loayza Gumiels am 30. Dezember 1968 folgte er diesem als Bischof von Potosí nach. Seinen Rücktritt nahm Papst Johannes Paul II. am 21. Mai 1983 an.